# Solar Star
Solar Star ist ein Solarpark nahe Rosamond (Kalifornien), der sich im Besitz von BHE Renewables befindet. Mit einer Leistung von 579 MWp war er bei Inbetriebnahme im Juni 2015 die leistungsstärkste Photovoltaik-Freiflächenanlage der Welt. Im November 2016 verlor er diesen Rekord an den indischen Solarpark Tamil Nadu mit 648 MW.
Insgesamt wurden rund 1,7 Millionen Solarmodule mit Zellen aus monokristallinem Silizium des Herstellers SunPower installiert, die zur Steigerung des Ertrages einachsig der Sonnenbewegung nachgeführt werden. Abgenommen wird die elektrische Energie vom Energieversorgungsunternehmen Southern California Edison. Die Gesamtfläche der Anlage, die binnen zweier Jahre errichtet wurde, beträgt ca. 13 km².
Errichtet wurde die Anlage von der Firma Mortenson Construction.
Pro Jahr soll das Kraftwerk Strom für ca. 255.000 US-amerikanische Haushalte liefern.